# Bàlsam de Judea
|  | Per a altres significats, vegeu «bàlsam (desambiguació)». |

El bàlsam de Judea, opobàlsam, bàlsam de la Meca o bàlsam de Galaad és un tipus de bàlsam mencionat a la Bíblia, que procedeix de la planta Commiphora gileadensis, que creix a Palestina, a Aràbia i a Egipte.

## La planta i el bàlsam
El bàlsam de Judea és la resina que s'extreu de Commiphora gileadensis (L.), espècie que, com el mateix bàlsam, té diversos sinònims: Commiphora opobalsamum (Forssk), Balsamodendron opobalsamum (L.) i Amyris gileadensis. En la Pharmacopée universelle de Jourdan (1828), se l'anomena bàlsam de la Meca i ve descrit com un
| «                                                   | ...líquid groc citrí, transparent, que amb el temps es torna d'un color groc daurat i més o menys consistent, fins i tot sòlid, amb un aroma suau s'assembla al de la llimona, amb un sabor una mica amargant i lleugerament astringent. | » |
| — A.-J.-L. Jourdan, Pharmacopée Universelle, p. 248 | |   |

Un estudi experimental dut a terme a Israel començament del s. xxi, va analitzar el creixement de la planta, la producció del perfum, les propietats del bàlsam i altres aspectes, amb exemplars plantats amb llavors procedents del jardí botànic de Chelsea, de plantes medicinals. Atès que l'objectiu final d'aquell estudi era comparar els resultats que s'hi obtinguessin amb les descripcions d'autors històrics, especialment la que va fer Plini el Vell a la seva Naturalis Historia, es va estimular la secreció de resina segons les instruccions d'aquest autor: mitjançant incisions superficials fetes amb ganivets fins i ben esmolats. També es va analitzar diverses tècniques modernes, més eficaces i segures per a la planta, i l'aprofitament de les diferents parts de la planta per obtenir-ne productes diversos.
Es va utilitzar per a la cura de la pell, per curar ferides i en les molèsties d'estómac o intestinals.
El lloc de producció d'avet de balsam més famós de la regió era la ciutat jueva d'Ein Gedi. La resina es va utilitzar per a la medicina i els perfums a l'antiga Grècia i a l'Imperi Romà.
Així, Plini el Vell el menciona com un dels ingredients del "Parfum Reial" dels Parts en la seva Naturalis Historia. En llatí la resina es diu opobalsamum, el fruit sec, carpobalsamum i la fusta, xylobalsamum.
Quan el «bàlsam» s'esmenta en les traduccions de la Bíblia, probablement només implica el producte. La seva relació literària amb Galaad prové del capítol 37 del Gènesi i dels capítols 8 i 46 de Jeremies (citades a continuació)

## Origen
Forskal va trobar que la planta creixia entre La Meca i Medina, va considerar que era la veritable planta del bàlsam i l'anomenà "Amyris opobalsamum" . (juntament amb unes altres dues varietats, "Amyris kataf" i "Amyris kafal"). El seu nom àrab és abusham o basham, que és idèntic al bosem hebreu o beshem. Bruce va trobar que la planta creixia a Abissínia. Altres autors afirmen que a l'antiguitat, la planta es cultivava només al voltant del mar Mort i que, després d'haver estat una planta molt apreciada per les seves propietats medicinals i el perfum que se'n produïa, es va extingir en aquella zona geogràfica. Al segle xix també es va descobrir a les Índies Orientals.
De la versió de la Bíblia del rei Jaume:
| «                 | Una companyia d'Ismaelites venia de Galaad amb els seus camells, que portaven espècies i bàlsams i mirra, i anaven cap a Egipte. | » |
| — Gènesi 37,25 .. | |   |

| «                  | No hi ha bàlsam a Galaad ? No hi ha cap metge? Per què, doncs, no es produeix la curació de la filla de la meva gent? | » |
| — Jeremies 8,22 .. | |   |

| «                   | Puja a Galaad, agafa el Bàlsam, Verge, fille d'Égipte ! En va multipliques els remeis, no hi ha cap cura per a tu. . | » |
| — Jeremies 46,11 .. | |   |

Tant els jueus com els cristians creuen que la "filla del meu poble" i "el meu poble" en el tercer passsatge anterior vol dir que els jueus i la terra d'Israel en què viuen són més o menys intercanviables.
Ambdues religions també creuen que els versos de Jeremies profetitzen la presència del Messies a Gilead, una paraula amb un significat molt similar al del bàlsam, o purificador (encara que algunes tendències del judaisme modern ja no esperen el Messies).
Els cristians creuen que el bàlsam (o Messies), va aparèixer a Galaad en la persona de Jesucrist i és per això que el terme ha assumit un significat espiritual.

## Seguretat
L'oli de bàlsam era massa volàtil i inflamable per poder ser utilitzat com a combustible. Al Talmud, se cita un cas d'un pla d'una sogra que realitza l'assassinat de la seva nora, dient-li que s'adorni amb oli de bàlsam i després li cala foc (Shab. 26a).
Segons el Liber Ignium -Llibre del segle xiii (?) -, el bàlsam era un ingredient d'una antiga matèria incendiària semblant al foc grec.